# Dario Fo

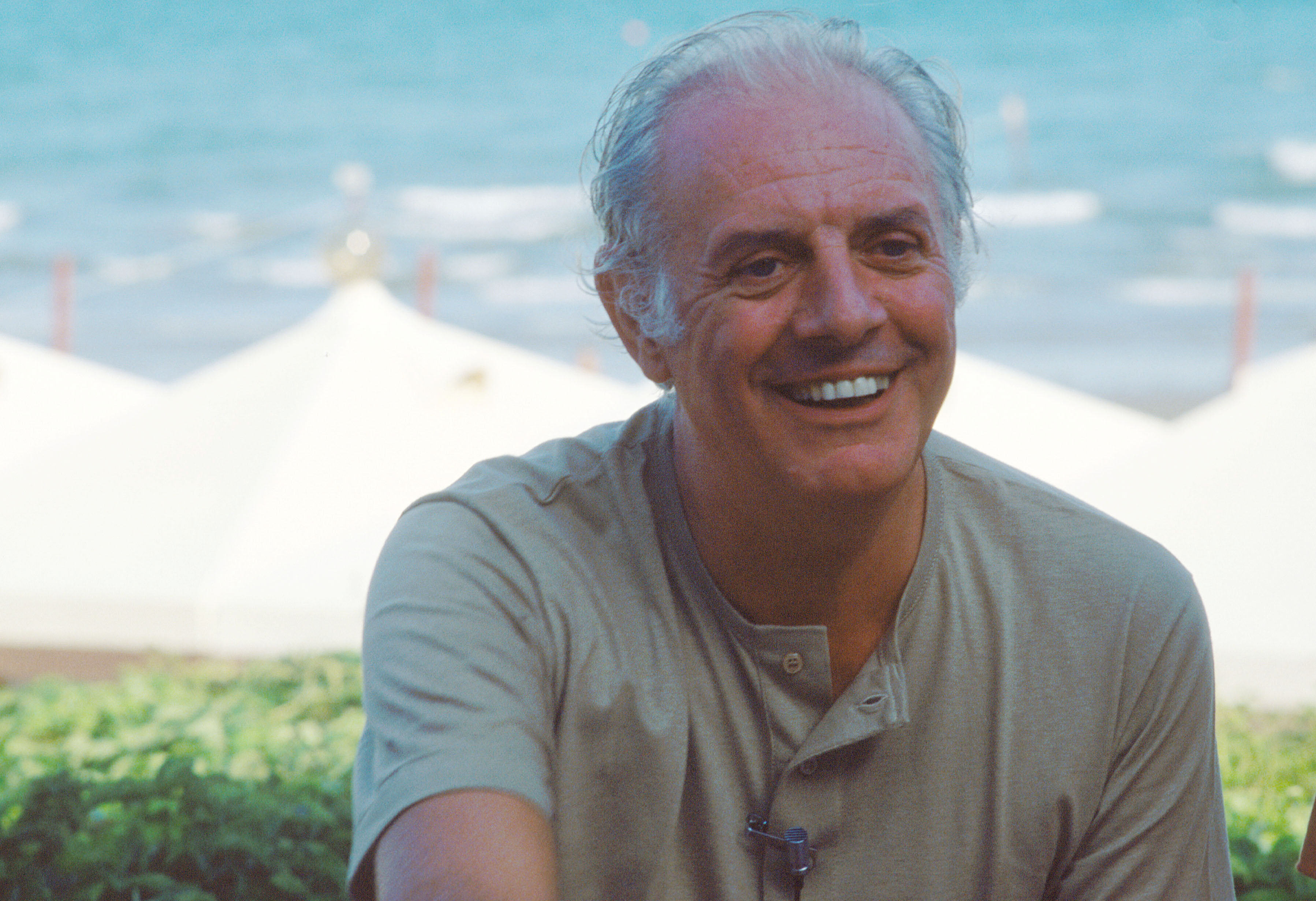
Dario Fo

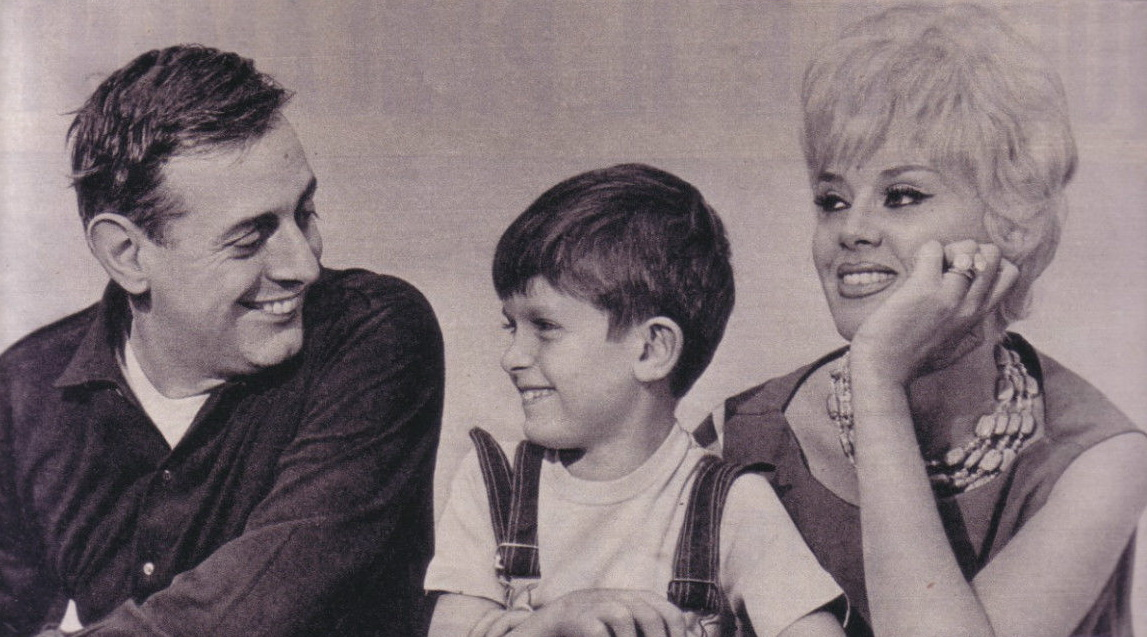
Dario Fo s manželkou a synem Jacopem

Dario Fo (24. března 1926 Sangiano – 13. října 2016 Milán) byl italský satirický dramatik, divadelní režisér, skladatel a výtvarník, nositel Nobelovy ceny za literaturu za rok 1997 (nominován byl už v roce 1975). Využíval metody commedie dell'arte a úzce spolupracoval se svou manželkou Francou Rame.
Byl známý svou politickou a společenskou satirou a levicovou politickou angažovaností. Byl obdivovatelem Mao Ce-tunga a představitelem levicové organizace Soccorso Rosso Militante.

## Životopis

### Rodinný původ
Syn Felice a Pina Rotových vyrůstal v intelektuálním prostředí, v dětství mu babička vyprávěla bajky a povídky o cestovatelích a řemeslnících. Fo se jimi po léta nechává ve své tvorbě inspirovat.

### Parašutista armády Italské sociální republiky
Za druhé světové války se nechal dobrovolně naverbovat mezi parašutisty Italské sociální republiky. Fo mluvil o „momentální a nucené přítomnosti na cvičení protileteckého dělestřelectva“. Řekl: „Já stoupenec italské sociální republiky? Nikdy jsem to nepopíral. Narodil jsem se v roce 26. V roce 43 mi bylo 17. Jakmile jsem měl příležitost, zběhl jsem. Pak přišlo nařízení k zabití. Mohl jsem se ukázat, nebo ukrýt ve Švýcarsku a vysvětlit, že dobrovolný vstup do armády byl kvůli tomu, aby otcovy protifašistické aktivity nebudily podezření.“
V rozsudku soudu ve Varese ze dne 15. února 1979 stojí mj.: „Je jisté, že Fo nosil uniformu republikánských parašutistů v řadách Battaglione Azzurro di Tradate. (…) Je jisté, že fašistických operací ve Val Cannobina se účastnili i parašutisti z Battaglione Azzurro di Tradate. (…) Není ale jisté, nebo lépe řečeno je sporné, zda se jich účastnil i Dario Fo.“
Foova minulost následně vyvolala kritiku.

### Umělecký život
Když dokončil studia na Accademia di Belle Arti di Brera v Miláně, začal od roku 1950 pracovat pro rozhlas a televizi jako satirický autor a herec.
24. června 1954 se Dario Fo v Miláně v bazilice svatého Ambrože oženil s herečkou a kolegyní Francou Rame. Poté se přestěhoval do Říma, kde v letech 1955 až 1958 pracoval jako filmový scenárista.
Stejně jako jeho žena se zapojil do činnosti organizace Soccorso Rosso Militante.
V letech 1958 až 1968 Fo a jeho žena, kteří mezitím založili společnost „Compagnia Dario Fo – Franca Rame“, připravovali sérii krátkých scének pro varieté televize RAI Canzonissima. Cenzura ale zasahovala tak často, že manželé opustili televizi a začali se věnovat divadlu. S kritickým postojem k tomu, co nazýval „lesní divadlo“, začal Fo vystupovat na jiných místech, než je divadlo, jako jsou náměstí, lidové domy nebo továrny, kde nacházel různé diváky, především z řad nižších tříd.

#### Mistero buffo, grammelot a narativní divadlo
V roce 1968 založil divadelní skupinu Nuova Scena (Nová scéna) s cílem vrátit se k lidovým kořenům divadla a jeho společenské hodnotě. V roce 1969 přinesl Fo na scénu s velkým úspěchem Mistero buffo, kde jediný herec na jevišti recitoval bizarní přepracování starých textů v grammelotu. Grammelot je divadelní jazyk odvozený od tradice commedie dell'arte složený ze zvuků, které napodobují rytmus a intonanci skutečné řeči. Fo využil pádštinu, která imitovala různé dialekty, kterými se mluví v Pádské nížině.
Mistero buffo stálo na počátku žánru, který se obvykle nazývá narativní divadlo a mezi jehož významné autory-herce patří Marco Paolini, Marco Baliani, Laura Curino (tzv. první generace, narození v padesátých letech) a Ascanio Celestini a Davide Enia (druhá generace, narození v sedmdesátých letech). Foův odkaz lze nalézt i u komiků, jako je Paolo Rossi, a autorů jako Andrea Cosentino, kteří přinesli narativní divadlo do televizního kabaretu.
V sedmdesátých letech se Fo dal dohromady s mimoparlamentními organizacemi a založil společnost „La Comune“, s níž se s velkým zaujetím snažil podporovat pouliční divadlo. V roce 1970 se komedií Morte accidentale di un anarchico vrátil k frašce a politice. Toto dílo bylo evidentně inspirováno smrtí anarchisty Giuseppe Pinelliho, ale aby Fo se vyhnul cenzuře, bylo oficiálně inspirováno obdobným případem ze Spojených států počátku 20. století.
Případ se odehrává v sídle centrální prokuratury v Miláně. Hlavní protagonista „Blázen“ se často vrací do Foova divadla, když je potřeba odhalit nepříjemnou pravdu. Blázen přebírá různé role (psychiatr, soudce, kapitán služby k identifikaci osob a biskup), pomocí nichž ukazuje všechny nesrovnalosti oficiální verze, a ve snaze vytvořit hodnověrnou verzi se vynořují i další veselé rozpory.
Fo se spolu se svou ženou v této době vrátil do televize s cyklem nazvaným Il teatro Dario Fo (Divadlo Daria Fo). Tato série vysílání později přinesla Nobelovu cenu, protože se jí díky masovosti televize dostalo většího ocenění než dřív.
Mezi nejdůležitější tituly patří Mistero buffo, které otevírá cyklus, Settimo: ruba un po' meno (v českém překladu: Nepokradeš), Isabella, tre caravelle e un cacciaballe a Parliamo di donne. Série, především Mistero buffo, přitáhla pozornost Vatikánu, který podle slov kardinála Poletti reagoval hlavně na závadný jazyk, jenž se vyskytuje u slavné dvojice umělců.
Roku 1972 napsal divadelní hru Bum! Bum! Kdo je? Policie!

#### Osmdesátá a devadesátá léta
Foovo divadlo je charakteristické tím, že postihuje skutečnost i tématy, která jsou od sebe na první pohled vzdálena. Další stálou součástí her je antiklerikalismus. Tyto dva prvky jsou patrné v komedii z roku 1989 Il papa e la strega, která je inspirována schválením zákona o drogách, jenž měl být přísný, ale měl jen slabé důsledky. Jako obvykle je základem fraška a obětí satiry je tu krátkozrakost, kterou prokázala vláda sepsaním zákona za podpory církve.
V roce 1992 bylo pětisté výročí objevení Ameriky a Fo ho převyprávěl svým způsobem v Johan Padan a la descoverta de le Americhe, kde chudák z provincie Bergamo pokoušející se uprchnout před inkvizicí utíká z Benátek do Španělska a po sérii příhod do Ameriky. Tady Fo užil úskoku náhodného hrdiny, který hraje svou malou roli v příběhu větším než on. Komedie má mnoho společných bodů s Mistero buffo, také zde byl využíván zábavný pádsko-benátský grammelot, v němž je samotné sdělení podáno zábavnou formou bajky, ve které komik ukazuje svůj nepokřivený pohled na svět. Rovněž v tomto případě byl na scéně sám Fo a hrál všechny postavy.

### Po Nobelově ceně
V posledních letech Foovo dílo pokračovalo dvěma paralelními směry, fraškovitou komedií (Il diavolo con le zinne, 1997) a monology vystavěnými na modelu Mistero buffo (od Lu santo jullare Francesco z roku 1999 až po Il tempio degli uomini liberi z roku 2004).
Nástup druhé Berlusconiho vlády ho znovu podnítil k občanským a politickým dílům, satirickým přímo vůči Berlusconimu, od Ubu rois, Ubu bas po L'Anomalo Bicefalo, které napsal spolu se svou ženou Francou Rame. L'Anomalo Bicefalo je komedie o soudních, politických a ekonomických událostech kolem bývalého italského premiéra Berlusconiho, do nějž Fo vtěluje expremiéra, který po nehodě ztratil paměť a kterému se podaří znovu ji získat, když přizná pravdu o svých činech. Komedie nemohla být po určitou vysílána v televizi kvůli žalobě ministra Marcella Dell'Ultri, protože citovala některé jeho soudní případy.
V roce 2005 obdržel Fo titul honoris causa na pařížské univerzitě Sorbona, o rok později se mu stejné pocty dostalo i od římské univerzity.
V lednu 2006 byl kandidátem na starostu Milána v primárkách středo-levicové strany L'Unione, v nichž skončil druhý za Brunem Ferrantem s 23,1 % hlasů. Do následných milánských komunálních voleb tak šel s vlastní kandidátkou; ta získala jen 2,12 % hlasů, ale i to stačilo ke zvolení Daria Fo zastupitelem. O Foově volební kampani pojednává dokument Io non sono un moderato Andrey Nobileho.
Dne 13. října 2016 zemřel ve věku 90 let v Miláně.

## České překlady
- Archandělé nehrají biliár (Gli arcangeli non giocano al flipper, 1959; překlad Eva Bezděková, 1963)
- Isabella, tři karavely a podfukář (Isabella, tre caravelle e un cacciaballe, 1963; překlad Zdeněk Digrin a Jaroslava Bílková, 1972)
  - zpracováno v roce 2022 v Českém rozhlasu jako rozhlasová hra. Přeložili Zdeněk Digrin a Jaroslava Bílková, pro rozhlas upravil a režii měl Vít Vencl. Dramaturg Martin Velíšek. Hráli: komentář (Petr Stach), Kolumbus (Jiří Vyorálek), Isabella (Klára Oltová), Ferdinand (Václav Neužil), první rada (Viktor Preiss), druhý rada (Kamil Halbich), Quintanilla (Lukáš Příkazký), Jana Šílená (Eva Hacurová), kpt. Pinzon (Robert Mikluš), Diego (Hanuš Bor), námořník (Ladislav Hampl), dívka (Hana Marie Maroušková) a mnich (Radovan Klučka).
- Nepokradeš (Settimo: ruba un po' meno, 1964; překlad Eva Burešová-Ruxová)
- Mistero buffo (Mistero buffo, 1969; překlad Alena Světlíková, 1977 pro Divadlo na provázku)
- Otevřené manželství (Coppia aperta quasi spalancata, 1983; překlad Věra Vrbová)
- Jak byla Františka celá unešená (Il ratto della Francesca, 1994; překlad Jiří Matějíček, 2004)
- Svatý komediant František (Lu Santo jullare Francesco, 1997; překlad Marina Castiellová, 2001)
- Objevení Ameriky Johanem Padanem (Johan Padan a la descoverta de la Americhe, 1991; překlad Veronika Valentová, 2005 – 2008)
- První Ježíškův zázrak (Il Primo miracolo di Gesú bambino, 1969 v rámci cyklu Mistero buffo; překlad Veronika Valentová, 2005 – 2008)
- Marcolfa (La Marcolfa, 1958; překlad Matteo Difumato, 2008)[4]
- Alenka v říši nedivů (Alice nel paese senza meraviglie, 1997; překlad Kateřina Bohadlová, 2010)